# 海老沢一男
海老沢 一男（えびざわ かずお、1953年 - ）は、日本のアニメーション美術監督である。アニメ制作会社・ufotableに所属。ufotable美術部チーフ。

## 人物・経歴
日本のアニメーション黎明期より背景美術を手掛けており、業界歴は50年以上。2019年現在、日本のアニメ業界で背景美術としてのキャリアが最も長い人物の一人となっている。
近年、アニメーションの背景美術はデジタルペイントによるものが主流となっているが、海老沢はデジタルが扱えないため、現在でも紙と筆、ポスターカラーを使用した手描きの背景を描いている。
1969年に放送された『ひみつのアッコちゃん』第1話「ふしぎな鏡でルル…」の背景で美術スタッフとしてデビュー。その後はフリーの美術スタッフとして東映動画、東京ムービーなどで活動。『ルパン三世 ルパンVS複製人間』のピラミッドのシーン、『超時空要塞マクロス 愛・おぼえていますか』の火星、『風の谷のナウシカ』の腐海、『魔女の宅急便』のキキが魔法を失くす夜のシーン、『AKIRA』のメイン美術など、多くのヒット作品で美術スタッフとして活躍した。
1980年上映の劇場作品『サイボーグ009 超銀河伝説』にて初の美術監督を務め、その後もいくつかの劇場作品・OVA作品で美術監督を務める。しかし、海老沢は美術監督をあまりやりたがらない性格であり、1997年発売のOVA『マスターモスキートン』以降、劇場作品・OVA作品の美術監督の役職から離れ、フリーの背景スタッフとして活動していた。しかし、2008年公開の『劇場版 空の境界 第四章 伽藍の洞』にて11年ぶりに美術監督を担当。以降はufotable作品の多くで美術監督を務めている。『劇場版 空の境界 第四章 伽藍の洞』では手描き背景にて、ほぼ全てのカット一人で担当した。美術監督として参加した作品は劇場作品やOVA作品が中心であったが、65歳となった2018年、『衛宮さんちの今日のごはん』にて初のアニメシリーズの美術監督を務めた。
ufotableには、同社結成後、初の受注作品であるバラエティー番組『うたばん』のジングルで放送された「うたまるくん」の美術監督を担当。以降、ufotable作品を中心に背景美術を手掛けている。
現在はufotable美術部のチーフとして新人育成を担当しているほか、背景美術の勝負カットを担当することが多い。新人教育の一環として、美術部のスタッフは入社後の一定期間は海老沢と同様にポスターカラーによる手描きの背景美術のみを手掛けることを義務付けている。これは、美術スタッフの画力向上を目的としている。そのため、ufotable元請作品の背景美術には手描き背景も多く採用されている。

## 作品リスト

### 美術監督作品

#### 劇場アニメ
- サイボーグ009 超銀河伝説（1980年）
- Dr.スランプ アラレちゃん ほよよ!世界一周大レース（1983年）
- 劇場版 空の境界 第四章 伽藍の洞（2008年）
- 劇場版 空の境界 未来福音（2013年） - 池信孝、衛藤功二と共同
- 劇場版 空の境界 未来福音 extra chorus（2013年）

#### Webアニメ
- 衛宮さんちの今日のごはん（2018年）

#### OVA
- デビルマン 妖鳥死麗濡編（1990年） - 宮前光春と共同
- 白鳥麗子でございます! ふたりだけのラブラブショー（1990年）
- ガイ SECOND TARGET 黄金の女神編（1992年）
- ヤマトタケル 〜After War〜（1995年）
- マスターモスキートン（1997年）
- トリコ JSAT2009版（2009年）
- ギョ（2011年） - 中久木孝将、桑原悟と共同
- みのりスクランブル!（2011年）

#### ゲームアニメーション
- ルパン三世 カリオストロの城 -再会-（1997年）
- Fate/stay night [Réalta Nua] PS Vita版（2012年）

#### その他
- うたばん（2000年） - 美術監督

### 参加作品

#### テレビアニメ
- ひみつのアッコちゃん（1969年 - 1970年） - 背景
- 海底少年マリン（1969年 - 1970年） - 背景
- 魔法のマコちゃん（1970年 - 1971年） - 背景
- 原始少年リュウ（1971年 - 1972年） - 背景
- 魔法使いチャッピー（1972年） - 背景
- UFOロボ グレンダイザー（1976年） - 背景
- おれは鉄兵（1977年） - 背景
- SF西遊記スタージンガー（1978年 - 1979年） - 美術
- 銀河鉄道999（1978年 - 1981年） - 美術
- ジャン・バルジャン物語（1979年） - 背景
- 大恐竜時代（1979年） - 背景
- 恐怖伝説 怪奇!フランケンシュタイン（1981年） - 美術
- 少年宮本武蔵 わんぱく二刀流（1982年） - 背景
- わが青春のアルカディア 無限軌道SSX（1982年 - 1983年） - 美術
- 光速電神アルベガス（1983年） - 美術
- Gu-Guガンモ（1984年） - 美術
- キン肉マン　決戦！七人の超人VS宇宙野武士（1984年） - 背景
- ゲゲゲの鬼太郎 第3シリーズ（1985年） - 美術
- 銀牙 -流れ星 銀-（1986年） - 美術
- トランスフォーマー ザ☆ヘッドマスターズ（1987年） - 背景美術
- ルパン三世 ヘミングウェイ・ペーパーの謎（1990年） - 背景美術
- 新白雪姫伝説プリーティア（2001年） - 背景美術
- アリーテ姫（2001年） - 美術
- みさきクロニクル〜ダイバージェンス・イヴ〜（2004年） - 美術
- 火の鳥（2004年） - 背景美術
- フタコイ オルタナティブ（2005年） - 背景美術
- ブラック・ジャック21（2006年） - 背景美術
- 太陽の黙示録（2006年） - 背景美術
- がくえんゆーとぴあ まなびストレート!（2007年） - 背景美術
- ロミオ×ジュリエット（2007年） - 背景美術
- もっけ（2007年） - 背景美術
- アリソンとリリア（2008年） - 背景美術
- Fate/Zero（2011年 - 2012年） - 背景美術
- Fate/stay night [Unlimited Blade Works]（2014年 - 2015年） - 背景美術
- テイルズ オブ ゼスティリア 〜導師の夜明け〜（2014年） - 背景美術
- GOD EATER（2015年） - 背景美術
- テイルズ オブ ゼスティリア ザ クロス（2016年 - 2017年） - 背景美術
- 活撃 刀剣乱舞（2017年） - 背景美術
- 鬼滅の刃（2019年） - 背景美術
- 鬼滅の刃 遊郭編（2021年） - 背景美術

#### 劇場アニメ
- 海底3万マイル（1970年） - 背景
- どうぶつ宝島（1971年） - 背景
- アンデルセン童話 にんぎょ姫（1975年） - 背景
- UFOロボ グレンダイザー対グレートマジンガー（1976年） - 背景
- 長靴をはいた猫 80日間世界一周（1976年）
- 世界名作童話 白鳥の王子（1977年）
- 惑星ロボ ダンガードA対昆虫ロボット軍団（1977年） - 背景
- キャンディ・キャンディ 春の呼び声（1978年） - 背景
- 惑星ロボ ダンガードA 宇宙大海戦（1978年） - 美術
- さらば宇宙戦艦ヤマト 愛の戦士たち（1978年） - 背景美術
- ルパン三世 ルパンVS複製人間（1978年） - 背景
- 龍の子太郎（1979年） - 背景
- SF西遊記スタージンガー悪魔のバリバリゾーン（1979年） - 美術
- 世界名作童話 白鳥の湖（1981年） - 背景
- 世界名作童話 アラジンと魔法のランプ（1982年） - 美術補佐
- わが青春のアルカディア（1982年） - 美術補佐
- FUTURE WAR 198X年（1982年） - 背景
- 風の名はアムネジア（1983年） - 背景美術
- 少年ケニヤ（1984年） - 背景
- 超時空要塞マクロス 愛・おぼえていますか（1984年） - 背景
- 風の谷のナウシカ（1984年） - 背景
- オーディーン 光子帆船スターライト（1985年） - 背景
- 劇場版 世紀末救世主伝説 北斗の拳（1986年） - 美術補佐
- ゲゲゲの鬼太郎 最強妖怪軍団!日本上陸!!（1986年） - 背景美術
- トランスフォーマー ザ・ムービー（1986年） - 背景美術
- アリオン（1986年） - 背景
- 火の鳥 鳳凰編（1986年） - 背景
- ダーティペア Project Eden（1986年） - 背景
- セントエルモ・光の来訪者（1986年） - 背景
- チロヌップのきつね（1987年） - 背景美術
- AKIRA（1988年） - 美術
- 魔女の宅急便（1989年） - 背景
- NEMO/ニモ（1989年） - 背景
- ハローキティのシンデレラ（1989年） - 背景美術
- ハローキティのおやゆびひめ（1990年） - 背景美術
- ハローキティ 魔法の森のお姫さま（1991年） - 背景美術
- とべ！ くじらのピーク（1991年） - 背景美術
- 幽☆遊☆白書 冥界死闘篇 炎の絆（1994年） - 背景美術
- ルパン三世 くたばれ!ノストラダムス（1995年） - 背景
- MEMORIES 彼女の想いで（1995年） - 背景
- X -エックス-（1996年） - 背景美術
- ブラック・ジャック 劇場版（1996年） - 背景
- ウルトラニャン 星空から舞い降りたふしぎネコ（1997年） - 背景
- ジャングル大帝 劇場版（1997年） - 背景美術
- 人狼 JIN-ROH（2000年） - 背景
- WXIII 機動警察パトレイバー（2002年） - 美術協力
- マインド・ゲーム（2004年） - 背景美術
- それいけ!アンパンマン 夢猫の国のニャニイ（2004年） - 背景美術
- ブラック・ジャック ふたりの黒い医者（2005年） - 背景美術
- ピアノの森（2007年） - 背景美術
- ストレンヂア 無皇刃譚（2007年） - 背景美術
- 劇場版 空の境界 第五章 矛盾螺旋（2008年） - 背景美術
- 劇場版 空の境界 第六章 忘却録音（2008年） - 背景美術
- 劇場版 空の境界 第七章 殺人考察（後）（2009年） - 背景美術
- マイマイ新子と千年の魔法（2009年） - 背景美術
- 魔女っこ姉妹のヨヨとネネ（2013年） - 背景美術
- Fate/stay night: Heaven's Feel I. presage flower（2017年） - 背景美術
- Fate/stay night：Heaven's Feel Ⅲ. spring song（2020年） - 背景美術

#### OVA
- 湘南爆走族II 1/5 LONELY NIGHT（1987年） - 背景
- デビルマン 誕生編（1987年） - 美術
- 火の鳥・宇宙編（1987年） - 背景
- 風と木の詩 SANCTUS -聖なるかな-（1987年） - 背景美術
- バルテュス ティアの輝き（1988年） - 背景美術
- ガイ -妖魔覚醒-（1988年） - 背景美術
- アッセンブル・インサート（1989年） - 美術
- 東京BABYLON（1992年） - 背景美術
- SMガールズ セイバーマリオネットR（1995年） - 背景美術
- 装鬼兵MDガイスト（1996年） - 美術
- サクラ大戦 轟華絢爛（1999年） - 背景美術
- 天使禁猟区「物質界編」（2000年） - 背景
- 遙かなる時空の中で-紫陽花ゆめ語り-（2002年） - 背景美術
- 低俗霊DAYDREAM（2004年） - 背景美術
- ブラック★ロックシューター（2009年） - 背景美術
- テイルズ オブ シンフォニア THE ANIMATION テセアラ編（2010年）- 背景美術

### 美術集
- 劇場版 空の境界 美術集（2014年10月10日）
- Return to AVALON -武内崇Fate ART WORKS-（2019年12月25日） - イギリス紀行　背景美術制作